# La Descente de croix (Rubens)
Pour les articles homonymes, voir La Descente de Croix.
La Descente de croix est la partie centrale d'un triptyque peint par l'artiste flamand Pierre Paul Rubens entre 1612 et 1614. Cette peinture est le second plus grand chef-d'œuvre que Rubens a réalisé pour la cathédrale Notre-Dame d'Anvers en Belgique, à côté de l'Érection de la croix. Ce tableau lui fut commandé le 7 septembre 1611 par la Confrérie des arquebusiers dont le patron est saint Christophe.
Les trois éléments du triptyque décrivent successivement la visitation de la Vierge Marie, la descente de croix et la présentation de Jésus au Temple.

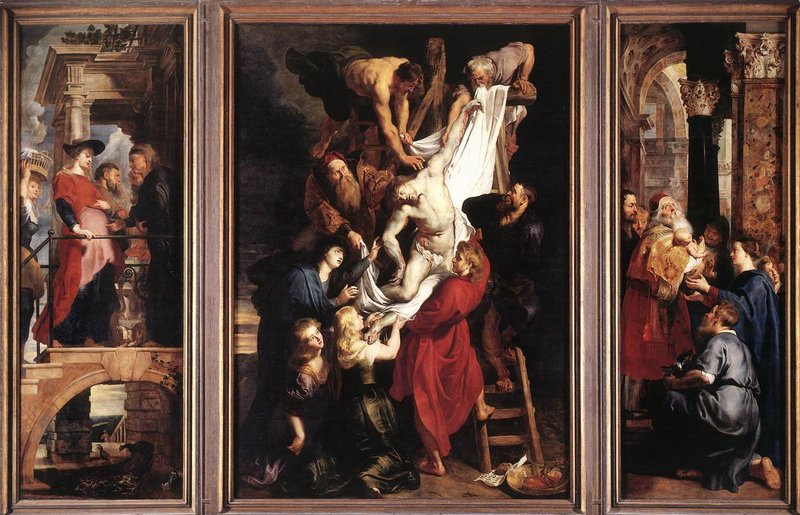
Le triptyque de la Descente de Croix

Bien que réalisé dans un style essentiellement baroque, cette huile sur toile est étroitement liée à la tradition vénitienne et probablement influencée par les travaux de Daniele da Volterra, Federico Barocci et Lodovico Cigoli entre autres. Dans sa composition et l'utilisation de la lumière, le triptyque rappelle aussi la période romaine du Caravage.
Cette œuvre se trouvait initialement dans la cathédrale d'Anvers jusqu'à ce que Napoléon Ier emmène le tableau, ainsi que l'Érection de la croix, à Paris. Finalement, ces deux triptyques furent ramenés à Anvers en 1815.

## Réplique et influences

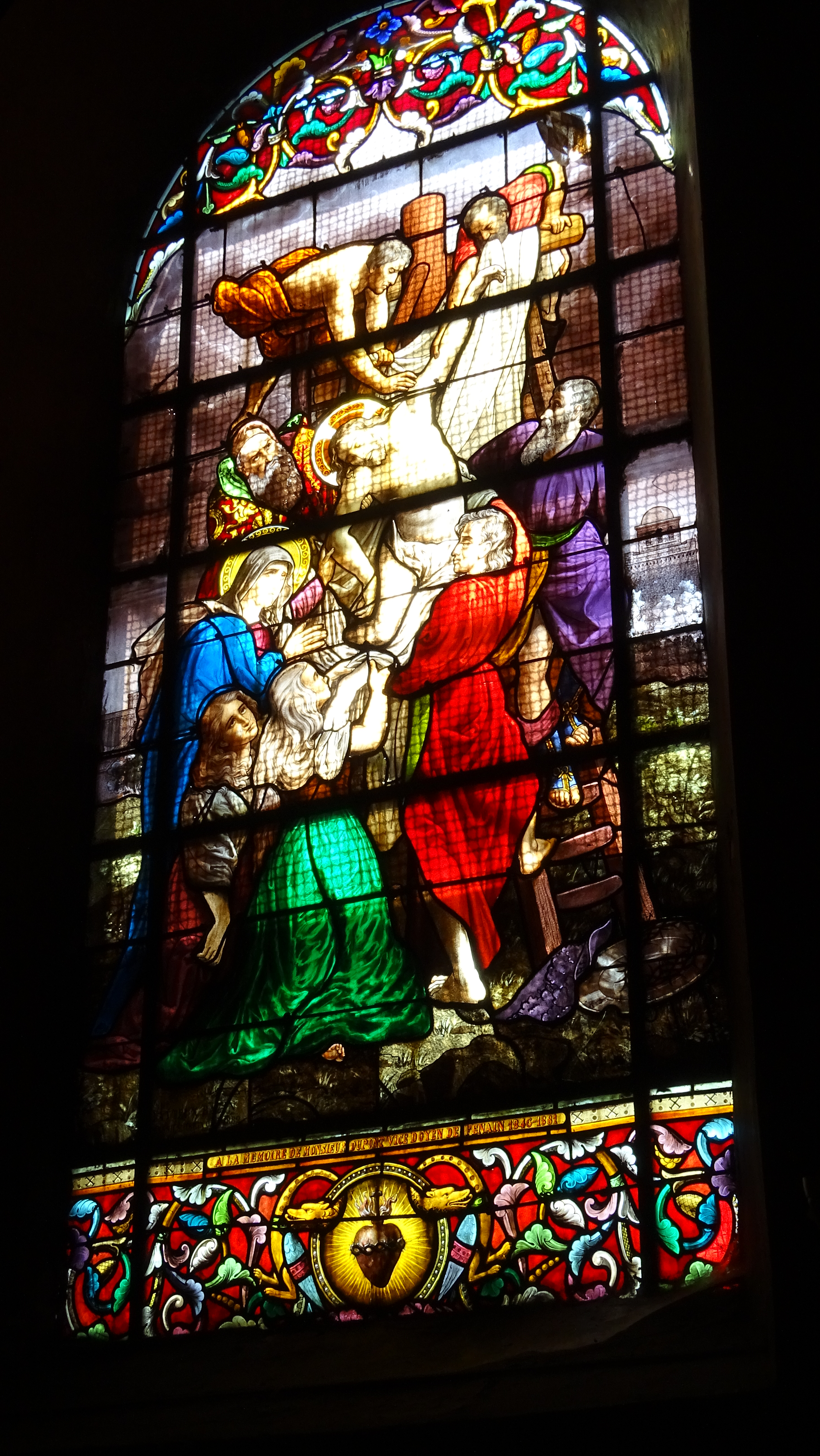
Vitrail de l'église Saint-André de Fenain reprenant la descente de croix de Rubens par Latteux Bazin à Le Mesnil Saint-Firmain 1882

Cette œuvre majeure a inspiré Rubens pour d'autres tableaux (par exemple la Descente de croix de Lille), et de nombreux artistes dans différents domaines.

### La Descente de croixdans la littérature
Le tableau tient une place importante dans certains romans ou nouvelles.
Dans La Toison d'or de Théophile Gautier (1839), un amateur d'art, fasciné par les chevelures blondes, tombe amoureux de Marie-Madeleine telle qu'elle est représentée dans ce tableau, au point de chercher à faire ressembler une femme réelle à ce personnage peint.
Le tableau est également le point d'aboutissement du roman A Dog of Flanders de Ouidah (1872).